# Список претендентів на 90-ту премію «Оскар» за найкращий фільм іноземною мовою
Премія «Оскар»

<< Попер. список • Наст. список >>
Це — список фільмів, висунутих на 90-ту премію «Оскар» за найкращий фільм іноземною мовою. З моменту створення категорії в 1956 році Академія кінематографічних мистецтв і наук щороку запрошує кіноіндустрії різних країн для висунення їхніх найкращих фільмів на премію «Оскар». Нагорода щорічно вручається Академією повнометражному фільму, виробленому за межами США переважно неанглійською мовою. Оскарівський комітет спостерігає за процесом і розглядає всі висунуті фільми.
Висунуті фільми повинні вийти в кінопрокат (щонайменше сім днів комерційного показу) в першу чергу у своїх країнах у період з 1 жовтня 2016 року до 30 вересня 2017. Термін подачі заявок закінчився 3 жовтня 2017 року, і 5 жовтня Академія оголосила кінцевий список допущених фільмів. Дев'ять фіналістів були оголошені 14 грудня 2017, остаточні п'ять номінантів — 23 січня 2017 року. Переможець був оголошений на церемонії вручення премії 4 березня 2018 року.
| Країна                   | Фільм                           | Оригінальна назва                                     | Мова(-и)                                          | Режисер(и)                         | Результат      | Дж            |
| ------------------------ | ------------------------------- | ----------------------------------------------------- | ------------------------------------------------- | ---------------------------------- | -------------- | ------------- |
| Австралія                | Простір між                     | The Space Between                                     | італійська, англійська                            | Рут Боргобелло                     | Не номінований | [ 9 ]         |
| Австрія                  | Хепі-енд                        | Happy End                                             | французька, англійська                            | Міхаель Ганеке                     | Не номінований | [ 10 ]        |
| Азербайджан              | Гранатовий сад                  | Nar bağı                                              | азербайджанська                                   | Ільгар Наджаф                      | Не номінований | [ 11 ]        |
| Албанія                  | Світанок                        | Dita zë fill                                          | албанська                                         | Gentian Koçi                       | Не номінований | [ 12 ]        |
| Алжир                    | Дорога в Стамбул                | La Route d'Istanbul                                   | французька                                        | Рашид Бушареб                      | Не номінований | [ 13 ]        |
| Аргентина                | Зама                            | Zama                                                  | іспанська                                         | Лукресія Мартель                   | Не номінований | [ 14 ]        |
| Афганістан               | Лист президентові               | نامه‌ای به رییس‌جمهور (Namai ba rahis gomhor)           | дарі                                              | Роя Садат                          | Не номінований | [ 15 ]        |
| Бангладеш                | Клітка                          | খাঁচা                                                    | бенгальська                                       | Акрам Хан                          | Не номінований | [ 16 ]        |
| Бельгія                  | Вірний. Пристрасть і злочин     | Le Fidèle                                             | французька                                        | Міхаель Р. Роскам                  | Не номінований | [ 17 ]        |
| Болгарія                 | Слава                           | Слава                                                 | болгарська                                        | Петар Вилчанов, Кристіна Грозева   | Не номінований | [ 18 ]        |
| Болівія                  | Старий череп                    | Viejo calavera                                        | іспанська                                         | Кіро Руссо                         | Не номінований | [ 19 ]        |
| Боснія і Герцеговина     | Чоловіки не плачуть             | Muškarci ne plaču                                     | боснійська                                        | Ален Дрлжевік                      | Не номінований | [ 20 ]        |
| Бразилія                 | Бінго — король ранкового ефіру  | Bingo: O Rei das Manhãs                               | португальська                                     | Даніел Резенде                     | Не номінований | [ 21 ]        |
| Велика Британія          | Моя чиста земля                 | میری پاک زمین                                         | урду                                              | Сармад Масуд                       | Не номінований | [ 22 ]        |
| Венесуела                | Інка                            | El Inca                                               | іспанська                                         | Ігнасіо Кастілло Коттін            | Не номінований | [ 23 ]        |
| В'єтнам                  | Батько і син                    | Cha cõng con                                          | в'єтнамська                                       | Ліонг Дінь Дунг                    | Не номінований | [ 24 ]        |
| Вірменія                 | Єва                             | Եվա                                                   | вірменська                                        | Анаїт Абад                         | Не номінований | [ 25 ]        |
| Гаїті                    | Гаїті, моя любов                | Ayiti mon amour                                       | креольська, французька, англійська, японська      | Ґуетті Фелін                       | Не номінований | [ 9 ]         |
| Гондурас                 | Морасан                         | Morazán                                               | іспанська                                         | Гіспано Дурон                      | Не номінований | [ 9 ]         |
| Гонконг                  | Шалений світ                    | 一念無明 (Yat nim mou ming)                           | кантонська                                        | Вон Чун                            | Не номінований | [ 26 ]        |
| Греція                   | Площа Америки                   | Πλατεία Αμερικής (Plateia Amerikis)                   | грецька                                           | Янніс Сакардіс                     | Не номінований | [ 27 ]        |
| Грузія                   | Страшна мати                    | საშიში დედა (Sashishi Deda)                           | грузинська                                        | Анна Урушадзе                      | Не номінований | [ 28 ]        |
| Данія                    | Ти зникнеш                      | Du forsvinder                                         | данська                                           | Петер Шонау Фог                    | Не номінований | [ 29 ]        |
| Домініканська Республіка | Дятли                           | Carpinteros                                           | іспанська                                         | Хосе Марія Кебрал                  | Не номінований | [ 30 ]        |
| Еквадор                  | Альба                           | Alba                                                  | іспанська                                         | Ана Кристіна Барраган              | Не номінований | [ 31 ]        |
| Естонія                  | Листопад                        | November                                              | естонська                                         | Райнер Сарнет                      | Не номінований | [ 32 ]        |
| Єгипет                   | Шейх Джексон                    | شيخ جاكسون                                            | арабська                                          | Амр Салама                         | Не номінований | [ 33 ]        |
| Ізраїль                  | Фокстрот                        | פוֹקְסטְרוֹט                                              | іврит                                             | Самюель Маоз                       | Шорт-лист/9    | [ 34 ] [ 6 ]  |
| Індія                    | Ньютон                          | Newton                                                | гінді                                             | Аміт В Масуркар                    | Не номінований | [ 35 ]        |
| Індонезія                | Недоїдки                        | Turah                                                 | Tegalese                                          | Віцаксоно Вішну Легово             | Не номінований | [ 36 ]        |
| Ірак                     | Темний вітер                    | العاصفة السوداء (Reṣeba)                              | арабська, курдська                                | Хуссейн Хассан                     | Не номінований | [ 37 ]        |
| Іран                     | Дихання                         | نفس (Nafas)                                           | перська                                           | Наргес Абяр                        | Не номінований | [ 38 ]        |
| Ірландія                 | Пісня граніту                   | Song of Granite                                       | ірландська, англійська                            | Пет Коллінз                        | Не номінований | [ 39 ]        |
| Ісландія                 | Під деревом                     | Undir trénu                                           | ісландська                                        | Гафстейн Гуннар Сігурдссон         | Не номінований | [ 40 ]        |
| Іспанія                  | Літо 1993                       | Estiu 1993                                            | каталонська                                       | Карла Симон                        | Не номінований | [ 41 ]        |
| Італія                   | Чамбра                          | A Ciambra                                             | італійська                                        | Йонас Карпіньяно                   | Не номінований | [ 42 ]        |
| Казахстан                | Дорога до матері                | Анаға апарар жол                                      | казахська, російська                              | Акан Сатаєв                        | Не номінований | [ 43 ]        |
| Камбоджа                 | Спочатку вони вбили мого батька | First They Killed My Father                           | кхмерська, англійська                             | Анджеліна Джолі                    | Не номінований | [ 44 ]        |
| Канада                   | Хочелага, земля душ             | Hochelaga terre des âmes                              | французька, англійська, могаукська, алгонквінська | Франсуа Жирар                      | Не номінований | [ 45 ]        |
| Кенія                    | Каті Каті                       | Kati Kati                                             | суахілі, англійська                               | Mbithi Masya                       | Не номінований | [ 46 ]        |
| Киргизстан               | Кентавр                         | Кентавр                                               | киргизька                                         | Актан Абдукаликов                  | Не номінований | [ 47 ]        |
| КНР                      | Війна вовків 2                  | 战狼2                                                 | мандаринська, англійська                          | Джекі Ву                           | Не номінований | [ 9 ]         |
| Колумбія                 | Родич                           | Pariente                                              | іспанська                                         | Іван Гаона                         | Не номінований | [ 48 ]        |
| Косово                   | Небажане                        | T'padashtun                                           | нідерландська, албанська                          | Едон Рідзваноллі                   | Не номінований | [ 49 ]        |
| Коста-Рика               | Голос речей                     | El Sonido de las Cosas                                | іспанська                                         | Аріель Ескаланте                   | Не номінований | [ 9 ]         |
| Лаос                     | Дорога сестра                   | ນ້ອງຮັກ                                                 | лаоська                                           | Метті До                           | Не номінований | [ 50 ]        |
| Латвія                   | Хроніки Мелані                  | Melānijas hronika                                     | латиська, російська                               | Вієстурс Кайриш                    | Не номінований | [ 51 ]        |
| Литва                    | Іній                            | Šerkšnas                                              | литовська                                         | Шарунас Бартас                     | Не номінований | [ 52 ]        |
| Ліван                    | Образа                          | قضية رقم ٢٣ (L'insulte)                               | арабська, французька                              | Зіяд Дуері                         | Номінований    | [ 53 ] [ 54 ] |
| Люксембург               | Барраж                          | Barrage                                               | французька                                        | Лаура Шредер                       | Не номінований | [ 55 ]        |
| Марокко                  | Набіг                           | غزية                                                  | арабська                                          | Набіль Аюш                         | Не номінований | [ 56 ]        |
| Мексика                  | Шторм                           | Tempestad                                             | іспанська                                         | Тетяна Уесо                        | Не номінований | [ 57 ]        |
| Мозамбік                 | Потяг солі і цукру              | Comboio de Sal e Açúcar                               | португальська                                     | Лічиніо Азеведо                    | Не номінований | [ 58 ]        |
| Монголія                 | Діти Чингісхана                 | The Children of Genghis                               | монгольська                                       | Доржийн Золбаяр                    | Не номінований | [ 9 ]         |
| Непал                    | Біле сонце                      | सेतो सूर्य (Seto Surya)                                   | непальська                                        | Діпак Ройніяр                      |                | [ 59 ]        |
| Нідерланди               | Лейла М.                        | Layla M.                                              | нідерландська, арабська, англійська               | Майк де Йонг                       | Не номінований | [ 60 ]        |
| Німеччина                | На межі                         | Aus dem Nichts                                        | німецька                                          | Фатіх Акін                         | Шорт-лист/9    | [ 61 ] [ 6 ]  |
| Нова Зеландія            | Тисяча мотузок                  | One Thousand Ropes                                    | самоанська                                        | Тусі Тамасесе                      | Не номінований | [ 62 ]        |
| Норвегія                 | Відьма                          | Thelma                                                | норвезька                                         | Йоакім Трієр                       | Не номінований | [ 63 ]        |
| Пакистан                 | Саван                           | ساون                                                  | урду                                              | Фархан Алам                        | Не номінований | [ 64 ]        |
| Палестина                | Важіб                           | واجب                                                  | арабська                                          | Аннамарі Ясір                      | Не номінований | [ 65 ]        |
| Панама                   | Братська любов                  | Más que hermanos                                      | іспанська                                         | Аріанне Бенедетті                  | Не номінований | [ 66 ]        |
| Парагвай                 | Шукачі                          | Los Buscadores                                        | іспанська, гуарані                                | Хуан Карлос Манегліа, Тана Шемборі | Не номінований | [ 67 ]        |
| Перу                     | Роза Чумбе                      | Rosa Chumbe                                           | іспанська                                         | Йонатан Реліз                      | Не номінований | [ 68 ]        |
| Південна Корея           | Таксист                         | 택시운전사 (Taeksi Woonjunsa)                         | корейська, англійська                             | Хун Янг                            | Не номінований | [ 69 ]        |
| ПАР                      | Рана                            | Inxeba                                                | коса                                              | Джон Тренгоу                       | Шорт-лист/9    | [ 70 ] [ 6 ]  |
| Польща                   | Слід звіра                      | Pokot                                                 | польська                                          | Агнешка Голланд                    | Не номінований | [ 71 ]        |
| Португалія               | Святий Георгій                  | São Jorge                                             | португальська                                     | Марко Мартінс                      | Не номінований | [ 72 ]        |
| Росія                    | Нелюбов                         | Нелюбовь                                              | російська                                         | Андрій Звягінцев                   | Номінований    | [ 73 ] [ 54 ] |
| Румунія                  | Посередник                      | Fixeur                                                | румунська                                         | Адріан Сітару                      | Не номінований | [ 74 ]        |
| Сенегал                  | Фелісіте                        | Félicité                                              | лінґала, французька                               | Ален Гоміс                         | Шорт-лист/9    | [ 9 ] [ 6 ]   |
| Сербія                   | Реквієм за пані Джей            | Реквијем за госпођу Ј.                                | сербська                                          | Боян Вулетич                       | Не номінований | [ 75 ]        |
| Сінгапур                 | Поп-Ай                          | Pop Aye                                               | тайська                                           | Кірстен Тан                        | Не номінований | [ 76 ]        |
| Сирія                    | Маленький Ганді                 | Little Gandhi                                         | арабська, англійська                              | Сам Каді                           | Не номінований | [ 9 ]         |
| Словаччина               | Межа                            | Čiara                                                 | словацька                                         | Петер Беб'як                       | Не номінований | [ 77 ]        |
| Словенія                 | Шахтар                          | Rudar                                                 | словенська                                        | Ханна Антоніна Воджик-Слак         | Не номінований | [ 78 ]        |
| Тайвань                  | Базікання                       | 日常對話 (Ri Chang Dui Hua)                           | тайванська                                        | Хуей Чен Хуан                      | Не номінований | [ 79 ]        |
| Таїланд                  | Коли стемніє                    | ดาวคะนอง (Dao Khanong)                                | тайська                                           | Аноча Сувічакорнпонг               | Не номінований | [ 80 ]        |
| Туніс                    | Останній з нас                  | اخر واحد فينا (Akher Wahed Fina)                      | без діалогів                                      | Ала Еддін Слім                     | Не номінований | [ 81 ]        |
| Туреччина                | Айла: донька війни              | Ayla                                                  | турецька, корейська, англійська                   | Кан Улкай                          | Не номінований | [ 82 ]        |
| Угорщина                 | Тіло і душа                     | Testről és lélekről                                   | угорська                                          | Ільдіко Еньєді                     | Номінований    | [ 83 ] [ 54 ] |
| Україна                  | Рівень чорного                  | Рівень чорного                                        | без діалогів                                      | Валентин Васянович                 | Не номінований | [ 84 ]        |
| Уругвай                  | Інша історія світу              | Otra historia del mundo                               | іспанська                                         | Гільєрмо Касанова                  | Не номінований | [ 85 ]        |
| Філіппіни                | Дріб                            | Birdshot                                              | філіппінська                                      | Михаїл Ред                         | Не номінований | [ 86 ]        |
| Фінляндія                | Tom of Finland                  | Tom of Finland                                        | фінська, англійська                               | Доме Карукоскі                     | Не номінований | [ 87 ]        |
| Франція                  | 120 ударів на хвилину           | 120 battements par minute                             | французька                                        | Робен Кампійо                      | Не номінований | [ 88 ]        |
| Хорватія                 | Годі витріщатися на мою тарілку | Ne gledaj mi u pijat                                  | хорватська                                        | Гана Юсіч                          | Не номінований | [ 89 ]        |
| Чехія                    | Крижана мати                    | Bába z ledu                                           | чеська                                            | Богдан Слама                       | Не номінований | [ 90 ]        |
| Чилі                     | Фантастична жінка               | Una mujer fantástica                                  | іспанська                                         | Себастьян Леліо                    | Перемога       | [ 54 ] [ 91 ] |
| Швеція                   | Квадрат                         | The Square                                            | шведська                                          | Рубен Естлунд                      | Номінований    | [ 92 ] [ 54 ] |
| Швейцарія                | Божественний порядок            | Die göttliche Ordnung                                 | німецька                                          | Петра Біондіна Вольпе              | Не номінований | [ 93 ]        |
| Японія                   | Її кохання кип'ятить воду       | 湯を沸かすほどの熱い愛 (Yu wo wakasuhodo no atsui ai) | японська                                          | Рьота Накано                       | Не номінований | [ 94 ]        |